# 21型巡防舰

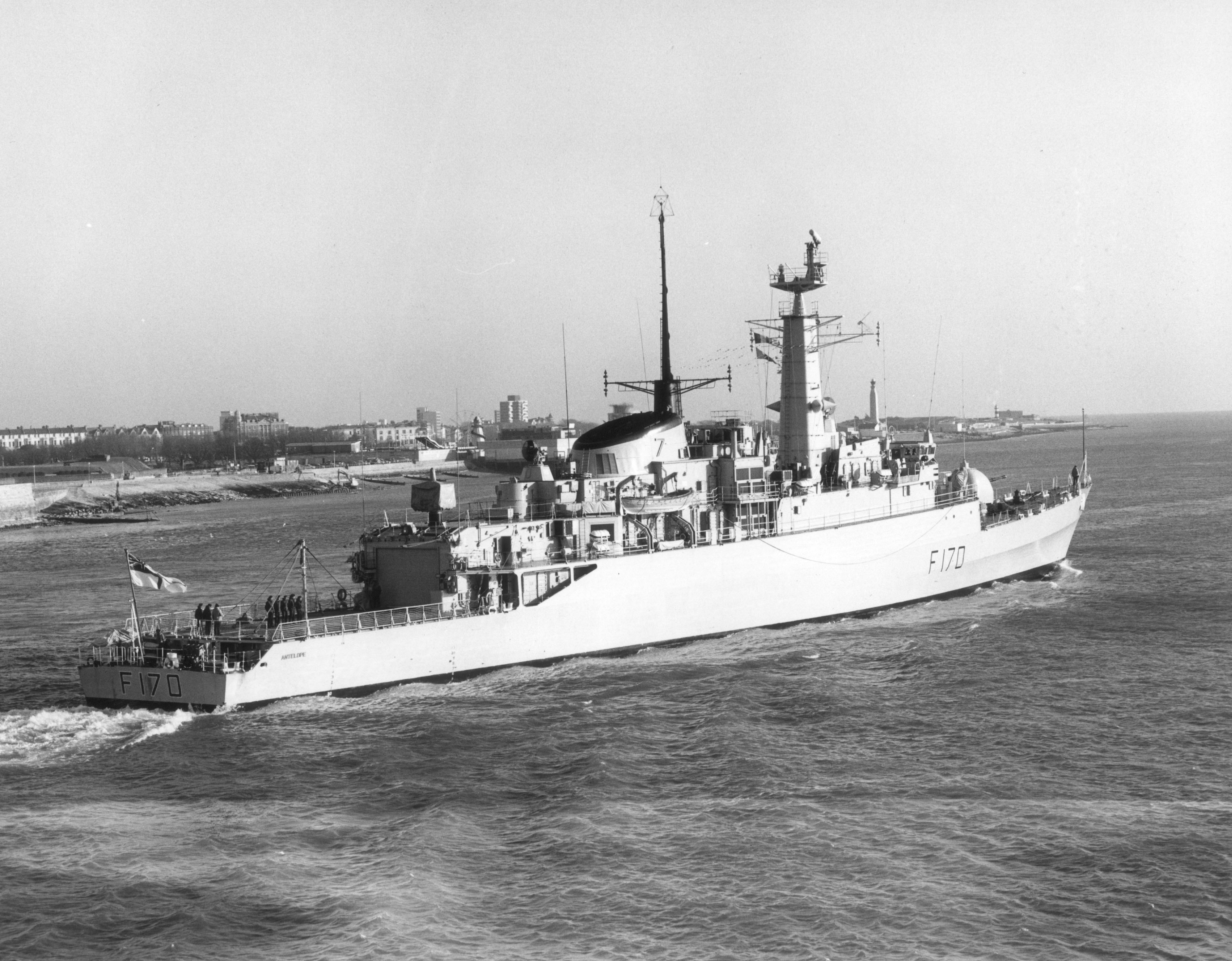
羚羊號巡防艦（HMS Antelope F-170）於1982年福島戰爭中遭阿根廷擊沈

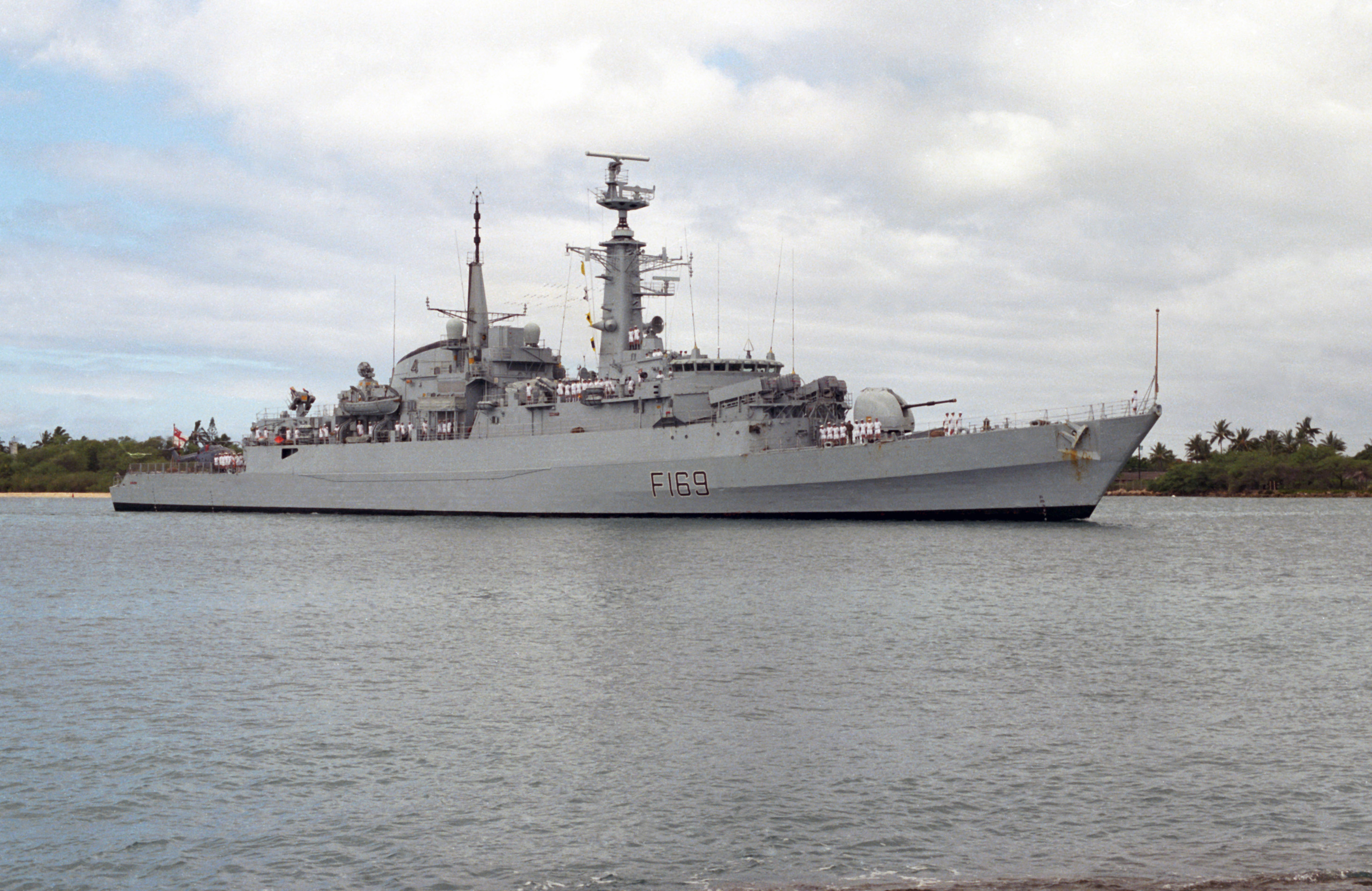
參與RIMPAC 86演習的皇家海軍亞馬遜號（F169）

21型巡防舰也称为亚马逊级巡防舰、女将级巡防舰，是英国皇家海军于1960年代晚期為取代豹级巡防舰而建造的护航巡防舰，曾參與福克蘭戰爭，在皇家海軍一直服役到1990年代，有六艘在退役後轉售給巴基斯坦，稱為塔里克級驅逐艦。

## 概述
1966年CVA-01航空母艦計畫以及82型驅逐艦被上台執政的工黨取消後，英國國防部遂啟動了幾個成本較低的方案以替換英國皇家海軍的高齡主戰艦艇。此時，接替82型驅逐艦的42型驅逐艦和接替12I型巡防艦（Leander class，利安德級）巡防艦的22型巡防艦，都還在設計階段，無法即時接替即將淘汰的大批舊艦；又因為42型驅逐艦有較高優先，導致22型巡防艦的進度較慢。因此決定先以21型巡防艦彌補22型巡防艦服役前的空檔，由於當時英國各海軍造船廠都忙於42型驅逐艦與22型巡防艦的籌備工作，因此決定向民間船廠招標進行設計和建造。渥斯柏（Vosper Thornycroft）船廠以該廠用來外銷的MK-5（獲得伊朗訂單）、MK-7（獲得利比亞訂單）巡防艦為基礎提案，獲得了皇家海軍採用作為21型巡防艦的基礎。
在1966年，澳洲展開輕型驅逐艦（Australian light destroyer project，DDL）計畫；由於同時間英、澳兩國的需求有許多共通點，因此澳洲皇家海軍與英國皇家海軍在1967年開始探討相關合作事宜，並參與初期階段的開發工作；然而，澳洲堅持艦上要裝備美製武器，合作計畫宣告破局。
由於要求21型巡防艦能在短時間內服役，因此其開發模式並非循過去由皇家海軍部主導，一步步嚴謹地擬定規格與發展論證，而是由民間船廠主導專案發展，皇家海軍僅擔任監督者的角色；也對成本有著嚴格的控制。在1968年2月27日，皇家海軍正式與渥斯柏和亞爾羅（Yarrow Shipbuilding）這兩家民間船廠簽約，負責21型巡防艦的細部設計與建造。在1969年月26日，首艘Type-21簽署合約並安放龍骨，命名為亞馬遜號（HMS Amazon F-169）。英國總共建造八艘亞馬遜級，前三艘（F-169~171）由Vosper Thornycroft建造，後五艘（F-172~174、184、185）則交給Yarrow Shipbuilding建造。雖然極力控制亞馬遜級的成本，但由於通貨膨脹等因素，實際花費仍遠高於預期；原本皇家海軍希望將單艦平均成本控制在350萬英鎊（先前利安德級平均每艘造價500萬英鎊），但首艦亞馬遜號實際花費卻高達1440萬英鎊，平均每艘730萬英磅。
此外，沃斯柏也曾打算以21型巡防艦為設計基礎發展新型艦艇拓展外銷市場，包括在福克蘭戰爭前曾向英國購買42型驅逐艦的阿根廷。